# 桜井総合公園
桜井総合公園（さくらいそうごうこうえん）は、愛媛県今治市湯ノ浦にある都市公園（総合公園）である。

## 概要
桜井地区の湯ノ浦温泉に隣接する公園で、1973年にオープンした。約15haの公園内には野球場やテニスコートなどのスポーツ施設が整備され、芝生すべりやボブスレー、パークゴルフなどで遊ぶ事が可能となっている。
園内にある標高約80mの展望台からは、瀬戸内海を代表する自然海浜が一望できる。春は桜が咲き乱れ、4月上旬から5月下旬には約25,000本のツツジが見頃を迎えるなど、瀬戸内海の景色と四季折々の自然が織りなす風光明媚な公園となっている。

## 沿革
- 1978年（昭和53年）3月30日 - 開園

## 主な施設
- 野球場
- テニスコート
- 日本庭園
- 芝生すべり
- ボブスレー
- 駐車場（約150台、無料）

## 交通アクセス
- 今治小松自動車道今治湯ノ浦インターチェンジより車で約3分。
- せとうちバス（瀬戸内運輸）「ホテルアジュール前」バス停下車して徒歩で約1分。
- JR伊予桜井駅より徒歩で約35分。

## 周辺
- 湯ノ浦温泉
- クアハウス今治